# 1945年のメジャーリーグベースボール
以下は、メジャーリーグベースボール（MLB）における1945年のできごとを記す。
1945年4月17日に開幕し10月10日に全日程を終え、ナショナルリーグはシカゴ・カブスが7年ぶり16度目のリーグ優勝し、アメリカンリーグはデトロイト・タイガースが5年ぶり7度目のリーグ優勝であった。
ワールドシリーズはデトロイト・タイガースがシカゴ・カブスを4勝3敗で破り、1935年以来10年ぶり2度目のシリーズ制覇となった。
1944年のメジャーリーグベースボール - 1945年のメジャーリーグベースボール - 1946年のメジャーリーグベースボール

## できごと
第二次大戦が終わりに近づいていたが、前年12月の「バルジの戦い」でのドイツ軍の反攻でヨーロッパ戦線は緊迫したが、メジャーリーグの春季キャンプが始まる頃には連合軍のベルリンへの進撃が始まり、ようやく大戦の帰趨が決するようになった。そして勝利目前の安堵の気持が充満してくるとともにかつてないほどに野球場に大量の人々が押し掛けて、メジャーリーグはこの大戦が終了した年に、4球団がホームでの観客数が100万人を超えて、メジャーリーグ史上初の観客動員の総数が1,000万人を突破した。ヨーロッパ戦線が5月に終結したのでヨーロッパに参戦した選手は、早く帰国して1945年のシーズンに途中から加わった。
アメリカンリーグはデトロイト・タイガースにハンク・グリーンバーグが戻り、後半の78試合で打率.311・本塁打13本・打点60の実績を残し、前年最多勝・最多奪三振を記録したハル・ニューハウザーがこの年も最多勝(25勝)・最多奪三振(212)・最優秀防御率(1.81)の投手三冠となり、2位セネタースを最終日に下して1.5ゲーム差で振り切った。
ナショナルリーグはシカゴ・カブスが前年最多安打のフィル・キャバレッタがこの年打率.355で首位打者を獲得し、投手のワイス(22勝)、レイ・プリム(最優秀防御率2.40)、ポロウイーらの活躍でリーグ優勝した。シカゴ・カブスの16度目の優勝はこの時点でニューヨーク・ジャイアンツを抜いてメジャーリーグ最多優勝回数となったが、1950年にニューヨーク・ヤンキースに抜かれた。そしてシカゴ・カブスはこの後はナショナルリーグの優勝に恵まれず、2016年に71年ぶりのリーグ優勝となった。
ワールドシリーズは、タイガースにエラーが多く、第6戦では延長12回表に適時打で勝ち越しのホームイン寸前に走者が転倒して、その裏にサヨナラ負けを喫すなど3勝3敗になって、最終第7戦にもつれ込み、乱打戦となったがニューハウザー投手が踏ん張り、やっとタイガースがシリーズを制覇した。このシリーズは「史上最低のシリーズ」と言われている。
- ヤンキースは、まだ主力選手がシーズン中に戻って来なかったので苦しいシーズンになったが、前年に活躍したニック・エッテンが打点111で打点王、スタッフィー・スターンワイスが打率.309で首位打者と盗塁33で盗塁王を獲得した。ディマジオやゴードン、ディッキー、リズート、セルカークなどの復帰は翌1946年になった。もともとフィリーズから移籍してきたニック・エッテンは主力選手が戻って来た後の1947年にもとのフィリーズに戻った。

### 新コミッショナー就任
前年11月25日に死去したランディスの後任として、この年4月25日に合衆国上院議員のアルバート・ベンジャビン・チャンドラー(ハッピー・チャンドラー)が就任した。当初はアメリカンリーグ会長フォード・フリックとの下馬評があったが、当時のアメリカ議会で、メジャーリーグに対する反トラスト法の適用除外を撤廃しようとする動きが加速しつつあったので、これに危機感をもったオーナーたちが、上院議員であったチャンドラーに白羽の矢を立てたと言われている。チャンドラーは就任早々にメキシコリーグからの選手引き抜き騒動で毅然とした態度を示し、厳しい裁定を下した。また選手の待遇改善にも理解し、そしてジャッキー・ロビンソン選手のドジャース入りにも賛成の立場で黒人選手のメジャーリーグ参加に反対する球団(16球団で賛成1・反対15であった）を説き伏せて自らこの問題に介入して自らの責任で強行させた。そして任期満了前の1950年暮れのオーナー会議でカージナルスのオーナーからコミッショナー解任を主張する意見が出て、翌1951年3月にオーナー会議を開きコミッショナーの再任を求めて投票に持ち込んだが必要な支持が得られず、1951年7月に任期を1年残したまま辞職した。

### ラリー・マクフェイル
1945年の秋に、ニューヨーク・ヤンキースが身売りされて、買ったのはラリー・マクフェイルとダン・トッピング及びデル・ウェッブであった。
ラリー・マクフェイルを球界に引き入れたのは彼の大学時代の旧友ブランチ・リッキーであった。リッキーがカージナルスのGMの時にカージナルスのマイナー球団を経営し、1933年にシンシナティ・レッズのGMに就任すると低迷する観客動員を改善するためにナイトゲームの開催をメジャーリーグ初で行い、選手の移動に初めて飛行機を使用したり、専属アナウンサーを置いたのも彼であった。1938年にはブルックリン・ドジャーズに移ったが、ドジャースのユニフォームを「ドジャーブルー」に新調したりベーブ・ルースをコーチとして招聘するなどして観客動員を20万人以上増やし、ドジャースを強豪チームに変身させて70万ドルあった球団の負債を3年で返済した。1942年には第二次世界大戦で陸軍に入隊し、その間にドジャーズはブランチ・リッキーに経営の実権が移った。リッキーはランディスの死去とともに黒人選手の採用を検討し始めていた。
そして兵役から戻ってヤンキースの共同オーナー兼GMに就任したマクフェイルは、すぐに60万ドルを投資してヤンキースタジアムに照明設備を付け(ドジャース時代もエベッツ・フィールドに照明設備を付けた)、シーズン予約席の購入者、選手、新聞記者のためのラウンジ、クラブハウス、プレスボックスを改善し、またレディス・デーにはファッションショーを主催してナイロンの靴下を無料で配布し、球団事務所を五番街に設け、キャンプ地もセントピーターズパークとブラデントンに増設し、鉄道のストライキで選手の移動に支障が生じた時は即座に航空会社に1年契約で44人乗り飛行機をチャーターする手際の良さを示した。この彼の努力がやがて戦後も続くヤンキース王国の礎となり、黄金時代が再来することとなった。ラリー・マクフェイルはそのキレやすい性格で衝突を繰り返し、1947年にヤンキースの優勝祝賀会で泥酔したことでヤンキースを去った。しかしトラブルメーカーで各球団を短期間で渡り歩いた人間だが、球界に変革をもたらした才人として、レッズ・ドジャース・ヤンキースの3球団を財政的にもグラウンドの上でも大成功に導いた人間でもあった。彼は野球を単なるスポーツ企業から大衆社会の娯楽産業へと引き上げた。

### その他
第二次大戦が終わり近くなったこの年1945年は、勝利を目前にした安堵感からかつてないほど大量の観客が野球場に押し寄せた。4球団が有料入場者数で100万人を超え、16球団の合計が前年の870万人から大幅な増加でついに1,000万人の大台を突破した。これは史上初のことであった。
- 1945年のメジャーリーグ観客動員数　　1,085万1,123人　(アメリカンリーグ・ナショナルリーグ合計)　　出典：「アメリカ・プロ野球史」 125P　 鈴木武樹　著　　三一書房

## ブランチ・リッキーの決断
太平洋戦争が日本の降伏で終わってからまだ2週間も経っていない8月28日、ブルックリン・ドジャースの球団事務所でゼネラルマネージャーのブランチ・リッキーは自ら探し当てた一人の才能ある若者と向き合っていた。40年前にセントルイス・ブラウンズ（現在のボルチモア・オリオールズ）に捕手として入団し、やがてニューヨーク・ハイランダース（後のヤンキース）に移ったがパッとせず退団し、ミシガン州立大学野球部コーチを務めていた時にジョージ・シスラーを見出し育成して、やがてその統率力・指導力を買われて元のブラウンズの監督に迎えられ、翌年に教え子のシスラーがブラウンズに入団し4割打者まで成長した。そしてブラウンズのフロント入りして球団経営に携わり、やがて同じ都市のライバルであるカージナルスのオーナーが目をつけてカージナルスのGMに抜擢された。ここでリッキーはファーム組織の確立させてカージナルスを再建した。これで他球団から引く手あまたになって1942年にドジャースに迎えられてドジャースGMとなった。
そしリッキーはこの年の春頃から、戦争による選手不足に促されて黒人選手の登用を考えていた。その時に投手と二塁手の2名をテストしたが結局入団の決定はしなかった。当時の時代ではそれがどれほど困難なことであるかはリッキーは分かっていた。しかし全米のニグロリーグの有力な選手を調べていく間にやがて差別に負けず常に冷静に対応するこの26歳の若者にリッキーは注目した。この日の面談は3時間に及んだ。リッキーはこの時ニグロリーグのカンサスシチー・モナークスのショートを守っていたこの若者に「これから困難な闘いを始めなけれなならない。闘いに勝つためには君が優秀なプレーヤーであることと同時に立派な紳士でなければならない」と語り、1936年のベルリン五輪男子100ｍでジェシー・オーエンスの金メダルに続いて銀メダルを獲得したマック・ロビンソンを実兄にもち、常に兄に憧れていたこの若者は、この日ドジャースと契約を交わし、翌1946年にドジャース傘下のインターナショナルリーグのモントリオール・ロイヤルズに加わった。この若者こそジャック・ローズベルト・ロビンソン（ジャッキー・ロビンソン）である。やがてこの日の1枚の契約書とこの若者がメジャーリーグの歴史を変えていった。

## 最終成績

### レギュラーシーズン
| 順 | チーム                           | 勝利 | 敗戦 | 勝率 | G差  |
| -- | -------------------------------- | ---- | ---- | ---- | ---- |
| 1  | デトロイト・タイガース           | 88   | 65   | .575 | --   |
| 2  | ワシントン・セネタース           | 87   | 67   | .565 | 1.5  |
| 3  | セントルイス・ブラウンズ         | 81   | 70   | .536 | 6.0  |
| 4  | ニューヨーク・ヤンキース         | 81   | 71   | .533 | 6.5  |
| 5  | クリーブランド・インディアンス   | 73   | 72   | .503 | 11.0 |
| 6  | シカゴ・ホワイトソックス         | 71   | 78   | .477 | 15.0 |
| 7  | ボストン・レッドソックス         | 71   | 83   | .461 | 17.5 |
| 8  | フィラデルフィア・アスレチックス | 52   | 98   | .347 | 34.5 |

| 順 | チーム                       | 勝利 | 敗戦 | 勝率 | G差  |
| -- | ---------------------------- | ---- | ---- | ---- | ---- |
| 1  | シカゴ・カブス               | 98   | 56   | .636 | --   |
| 2  | セントルイス・カージナルス   | 95   | 59   | .617 | 3.0  |
| 3  | ブルックリン・ドジャース     | 87   | 67   | .565 | 11.0 |
| 4  | ピッツバーグ・パイレーツ     | 82   | 72   | .532 | 16.0 |
| 5  | ニューヨーク・ジャイアンツ   | 78   | 74   | .513 | 19.0 |
| 6  | ボストン・ブレーブス         | 67   | 85   | .441 | 30.0 |
| 7  | シンシナティ・レッズ         | 61   | 93   | .396 | 37.0 |
| 8  | フィラデルフィア・フィリーズ | 46   | 108  | .299 | 52.0 |

### ワールドシリーズ
- タイガース 4 - 3 カブス

| 10/3 –  | カブス     | 9 | - | 0 |  | タイガース |
| 10/4 –  | カブス     | 1 | - | 4 |  | タイガース |
| 10/5 –  | カブス     | 3 | - | 0 |  | タイガース |
| 10/6 –  | タイガース | 4 | - | 1 |  | カブス     |
| 10/7 –  | タイガース | 8 | - | 4 |  | カブス     |
| 10/8 –  | タイガース | 7 | - | 8 |  | カブス     |
| 10/10 – | タイガース | 9 | - | 3 |  | カブス     |

## 個人タイトル

### アメリカンリーグ
| 項目   | 選手                               | 記録 |
| ------ | ---------------------------------- | ---- |
| 打率   | スナッフィー・スターンワイス (NYY) | .309 |
| 本塁打 | バーン・スティーブンス (SLA)       | 24   |
| 打点   | ニック・エッテン (NYY)             | 111  |
| 得点   | スナッフィー・スタンワイス (NYY)   | 107  |
| 安打   | スナッフィー・スターンワイス (NYY) | 195  |
| 盗塁   | スナッフィー・スタンワイス (NYY)   | 33   |

| 項目   | 選手                       | 記録 |
| ------ | -------------------------- | ---- |
| 勝利   | ハル・ニューハウザー (DET) | 25   |
| 敗戦   | ボボ・ニューサム (PHA)     | 20   |
| 防御率 | ハル・ニューハウザー (DET) | 1.81 |
| 奪三振 | ハル・ニューハウザー (DET) | 212  |
| 投球回 | ハル・ニューハウザー (DET) | 313⅓ |
| セーブ | ジム・ターナー (NYY)       | 10   |

### ナショナルリーグ
| 項目   | 選手                                 | 記録 |
| ------ | ------------------------------------ | ---- |
| 打率   | フィル・キャバレッタ (CHC)           | .355 |
| 本塁打 | トミー・ホームズ (BSN)               | 28   |
| 打点   | ディキシー・ウォーカー (BRO)         | 124  |
| 得点   | エディ・スタンキー (BRO)             | 128  |
| 安打   | トミー・ホームズ (BSN)               | 224  |
| 盗塁   | レッド・ショーエンディーンスト (STL) | 26   |

| 項目   | 選手                         | 記録 |
| ------ | ---------------------------- | ---- |
| 勝利   | レッド・バーレット (BSN/STL) | 23   |
| 敗戦   | ディック・バーレット (PHI)   | 20   |
| 防御率 | レイ・プリム (CHC)           | 2.40 |
| 奪三振 | プリーチャー・ロー (PIT)     | 148  |
| 投球回 | レッド・バーレット (BSN/STL) | 284⅔ |
| セーブ | エース・アダムス (NYG)       | 15   |
| セーブ | アンディ・カール (PHI)       | 15   |

## 表彰

### シーズンMVP
- アメリカンリーグ ： ハル・ニューハウザー （DET）
- ナショナルリーグ ： フィル・キャバレッタ （CHC）

### アメリカ野球殿堂入り表彰者
ベテランズ委員会選出
- ロジャー・ブレズナハン
- ダン・ブローザース
- フレッド・クラーク
- ジミー・コリンズ
- エド・デラハンティ
- ヒュー・ダフィー
- ヒューイー・ジェニングス
- キング・ケリー
- ジム・オルーク
- ウィルバート・ロビンソン